# Bathothauma lyromma
Bathothauma lyromma Chun, 1906 è una specie di molluschi cefalopodi appartenente alla famiglia Cranchiidae, unica appartenente al genere Bathothauma.

## Descrizione
B. lyromma ha mantello sacciforme che termina posteriormente arrotondato e non a punta più o meno acuta come la generalità dei Cranchiidae. Le pinne sono piccole, rotondeggianti e a forma di paletta, sono disposte nella parte finale del mantello ma lontane fra loro lasciando libera una larga parte della fine posteriore del mantello. Gli occhi sono molto grandi, subsferici e puntati in avanti, sulla parte ventrale posteriore del globo oculare è presente un grande fotoforo. Nei giovanili e nelle paralarve gli occhi sono portati da lunghi peduncoli; lo stadio di paralarva è molto lungo e il tipico aspetto viene mantenuto fino a una lunghezza di 10 cm circa.
La taglia massima nota è di 20 cm di lunghezza del mantello.

## Distribuzione e habitat
Questa specie vive in tutti gli oceani nelle fasce tropicali e subtropicali.
Come nella generalità dei Cranchiidae le paralarve si trovano nelle acque poco profonde della zona epipelagica mentre gli adulti vivono nella zona batipelagica fino a oltre 2000 metri.